# Jannik Hofmann (Handballspieler)
Jannik Hofmann (* 23. Mai 1995) ist ein deutscher Handballspieler. Der Rechtshänder spielt in der 2. Bundesliga beim TV Hüttenberg auf Linksaußen.

## Karriere
Jannik Hofmann ist ein ehemaliger Jugendspieler der SG Rechtenbach. In jungen Jahren noch ein "Allrounder" war Hofmann auch beim TV 05/07 Hüttenberg und der SG Pforzheim/Eutingen aktiv. Mit der A-Jugend der Mittelhessen spielte er zusammen mit Dominik Mappes ein Jahr in der Jugendhandball-Bundesliga. 2013 wechselte Hofmann in seinem zweiten Jahr der A-Jugend zur SG Pforzheim/Eutingen zurück, verstärkte aber bereits im Sommer 2014 – in seinem ersten Jahr im Aktivbereich – das Oberliga-Team der Blau-Roten. Der Perspektivspieler kam auch schnell zu Einsätzen in der Zweitliga-Mannschaft des TVH. Bereits in der Saison 2014/15 bestritt Hofmann 23 Spiele und erzielte dabei 23 Treffer. Nach dem Abstieg in die 3. Liga im Sommer 2015 blieb Hofmann dem TVH weiter erhalten und feierte bereits ein Jahr später die Rückkehr in die zweite Handballliga.
Es folgte in der Saison 2016/17 der Aufstieg in die 1. Handball-Bundesliga.

### Verein
In der Saison 2017/18 war Jannik Hofmann weiterhin mit dem TV 05/07 Hüttenberg in der 1. Handball-Bundesliga aktiv. Am 1. Juli 2018 wechselte er zum Ligakonkurrenten Die Eulen Ludwigshafen. Im Jahr 2021 trat er mit Friesenheim den Gang in die Zweitklassigkeit an. Im Sommer 2022 kehrte er zum TV Hüttenberg zurück. Im Sommer 2024 wird er den Zweitligisten aus gesundheitlichen Gründen verlassen.

### Nationalmannschaft
Jannik Hofmann kam in 9 Länderspielen für die deutsche Jugend-Nationalmannschaft zum Einsatz.

### Bundesligabilanz
| Saison    | Verein              | Spielklasse | Spiele | Tore | 7-Meter | Feldtore |
| --------- | ------------------- | ----------- | ------ | ---- | ------- | -------- |
| 2017/18   | TV 05/07 Hüttenberg | Bundesliga  | 0      | 0    | 0       | 0        |
| 2017–2018 | gesamt              | Bundesliga  | 0      | 0    | 0       | 0        |

### Zweitligabilanz
| Saison    | Verein              | Spielklasse   | Spiele | Tore | 7-Meter | Feldtore |
| --------- | ------------------- | ------------- | ------ | ---- | ------- | -------- |
| 2014/15   | TV 05/07 Hüttenberg | 2. Bundesliga | 23     | 23   | 0       | 23       |
| 2016/17   | TV 05/07 Hüttenberg | 2. Bundesliga | 36     | 31   | 0       | 31       |
| 2014–2017 | gesamt              | 2. Bundesliga | 59     | 54   | 0       | 54       |

### Erfolge
- Aufstieg mit dem TV 05/07 Hüttenberg in die 1. Bundesliga 2017
- Aufstieg mit dem TV 05/07 Hüttenberg in die 2. Bundesliga 2016